# Лі Цунке
Лі Цунке (кит.: 李從珂; піньїнь: Lǐ Cóngkē; 11 лютого 885 — 11 січня 937) — останній імператор Пізньої Тан періоду п'яти династій і десяти держав.

## Життєпис
Був прийомним сином Лі Сиюаня. Прийшов до влади, поваливши свого зведеного брата, біологічного сина Лі Сиюаня, Лі Цунхоу.
На початку 937 року Лі Цунке був усунутий від влади в результаті заколоту під керівництвом ще одного його зведеного брата Ши Цзінтана, якого підтримали війська Ляо. Після повалення Пізньої Тан і проголошення нової династії — Пізньої Цзінь, Лі Цунке зібрав свою родину та наближених чиновників у вежі й наказав її підпалити.

## Девіз правління
- Цінтай (清泰) 934—937